# مئوپتا
مئوپتا (انگلیسی: Meopta) شرکت الکترونیک در جمهوری چک است، که در سال ۱۹۳۳ تأسیس شد.